# Norišige Kanai
Norišige Kanai (5. prosinec 1976 Tokio) je japonský kosmonaut.
Narodil se ve městě Tokio ve stejnojmenné prefektuře. V roce 1995 dokončil vysokou školu a v roce 2002 získal doktorát v oboru lékařství na univerzitě v Tokorozavě v prefektuře Saitama. Po dokončení univerzity působil dva roky jako chirurg. Roku 2004 si udělal kurz armádního lékaře u armády Spojených států amerických, v roce 2006 se kvalifikoval jako armádní potápěč. Poté působil dva roky opět jako chirurg. Od roku 2008 krátce působil v nemocnici v Hirošimě.
V roce 2009 byl kosmickými agenturami JAXA a NASA vybrán mezi kandidáty k letu do vesmíru. Základní výcvik zahájil ještě v roce 2009 jako astronaut NASA. Cvičil se na výstupy do volného prostoru, ovládání stanice, absolvoval také fyziologická, vědecká nebo robotická cvičení. V neposlední řadě součástí výcviku byla i pilotáž cvičného letounu T-38 a nácvik přežití v divočině. V červenci 2011 byl certifikován jako astronaut, od té doby se připravoval na dlouhodobý pobyt na Mezinárodní vesmírné stanici.
Jeho první nominací se stalo místo v posádce Sojuzu MS-07, ve které odstartoval k mezinárodní stanici v listopadu 2017. Stal se členem Expedice 54/55.
Je poručíkem a lékařem u japonských námořních sil, mezi jeho záliby patří cestování, bojová umění a potápění.